# Riforma monetaria di Aureliano
La Riforma monetaria di Aureliano, venne attuata attorno al 274 allo scopo di risolvere il periodo di crisi del III secolo, denominato dell'anarchia militare, iniziato con la fine della dinastia dei Severi (nel 235), che aveva comportato pesanti conseguenze economiche e sociali. Tale riforma portò ad una revisione del sistema monetale imperiale romano. L'occasione di questa riforma fu data ad Aureliano dalla rivolta, repressa nel sangue, di Felicissimo e dei monetarii di Roma del 271.
(Eutropio, Breviarium ab Urbe condita, IX, 14.)

## Contesto storico

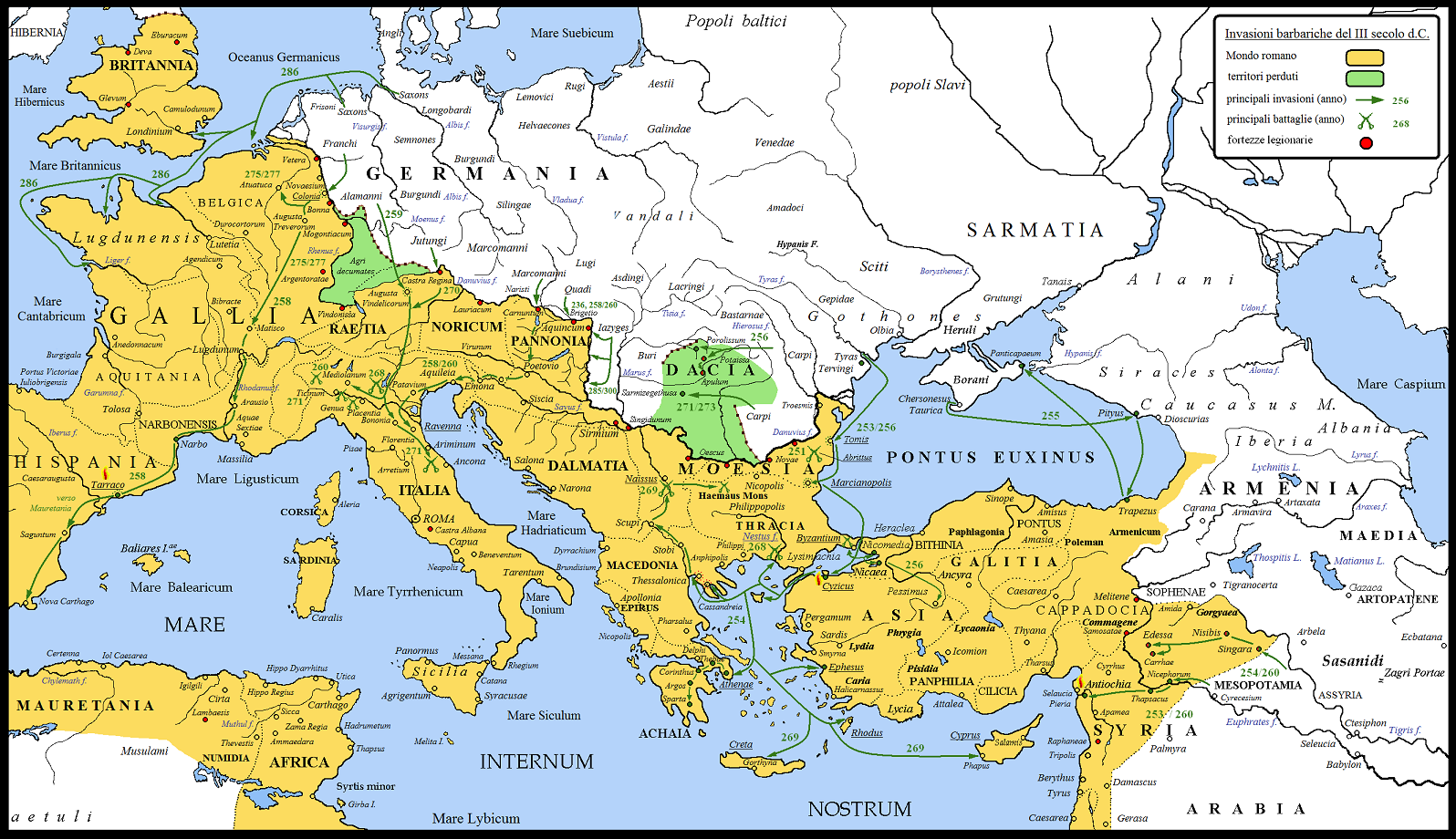
Le invasioni barbariche del III secolo.

Con la fine della dinastia dei Severi, il disastroso periodo dell'anarchia militare, nell'ambito della crisi del III secolo, portò l'Impero romano ad una progressiva decadenza ed agonia a livello di produzione agricola e di traffici commerciali, insieme ad un costante calo demografico, dovuto alle continue guerre civili, lungo i confini settentrionali ed orientali, oltre a carestie ed epidemie.
La vittoria di Claudio il Gotico contro i Goti nella battaglia di Naisso del 268 caratterizzò, però, una significativa svolta dall'inizio della crisi. Con lui, ma soprattutto con il suo successore Aureliano (270-275) tornarono sotto il dominio degli "Imperatori legittimi", sia l'impero delle Gallie sia il regno di Palmira, che si erano staccati dalla parte centrale durante il Principato di Gallieno: l'impero romano era nuovamente riunito. Vi è da aggiungere che il prezzo da pagare per la sopravvivenza e la riunificazione dell'Impero fu molto alto, anche in termini territoriali. Già sotto Gallieno (nel 260), vennero abbandonati in modo definitivo i cosiddetti Agri decumates, oltre ai territori della provincia delle Tre Dacie proprio sotto Aureliano (attorno al 271).
Le continue scorrerie da parte dei barbari nei vent'anni successivi alla fine della dinastia dei Severi avevano messo in ginocchio l'economia ed il commercio dell'Impero romano. Numerose fattorie e raccolti erano stati distrutti, se non dai barbari, da bande di briganti e dalle armate romane alla ricerca di sostentamento, durante le campagne militari combattute sia contro i nemici esterni, sia contro quelli interni (usurpatori alla porpora imperiale). La scarsità di cibo generava, inoltre, una domanda superiore all'offerta di derrate alimentari, con evidenti conseguenze inflazionistiche sui beni di prima necessità.
A tutto ciò si aggiungeva un costante reclutamento forzato di militari, a danno della manovalanza impiegata nelle campagne agricole, con conseguente abbandono di numerose fattorie e vaste aree di campi da coltivare. Questa impellente richiesta di soldati, a sua volta, aveva generato una implicita corsa al rialzo del prezzo per ottenere la porpora imperiale. Ogni nuovo imperatore o usurpatore era costretto, pertanto, ad offrire al proprio esercito crescenti donativi e paghe sempre più remunerative, pagate attraverso crescenti e nuove emissioni di moneta, con grave danno per l'aerarium imperiale, spesso costretto a coprire queste spese straordinarie con la confisca di enormi patrimoni di cittadini privati, vittime in questi anni di proscrizioni "di parte".
Vi è da aggiungere che queste nuove emissioni generarono una costante riduzione del metallo effettivamente presente nelle monete in modo progressivo, pur conservando queste ultime identico valore teorico. Ciò ebbe, però, l'effetto prevedibile di causare un'inflazione galoppante (iperinflazione) causata da decenni di svalutazione della moneta, iniziata fin dagli imperatori della dinastia dei Severi, che per far fronte alle necessità militari avevano ampliato l'esercito di un quarto e raddoppiata la paga base. Le spese militari costituivano poi il 75% circa del bilancio totale statale, in quanto poca era la spesa "sociale", mentre tutto il resto era utilizzato in progetti di prestigiose costruzioni a Roma e nelle province; a ciò si aggiungeva un sussidio in grano per coloro che risultavano disoccupati, oltre ad aiuti al proletariato di Roma (congiaria) e sussidi alle famiglie italiche (simile ai moderni assegni familiari) per incoraggiarle a generare più figli.

## Principali novità della riforma

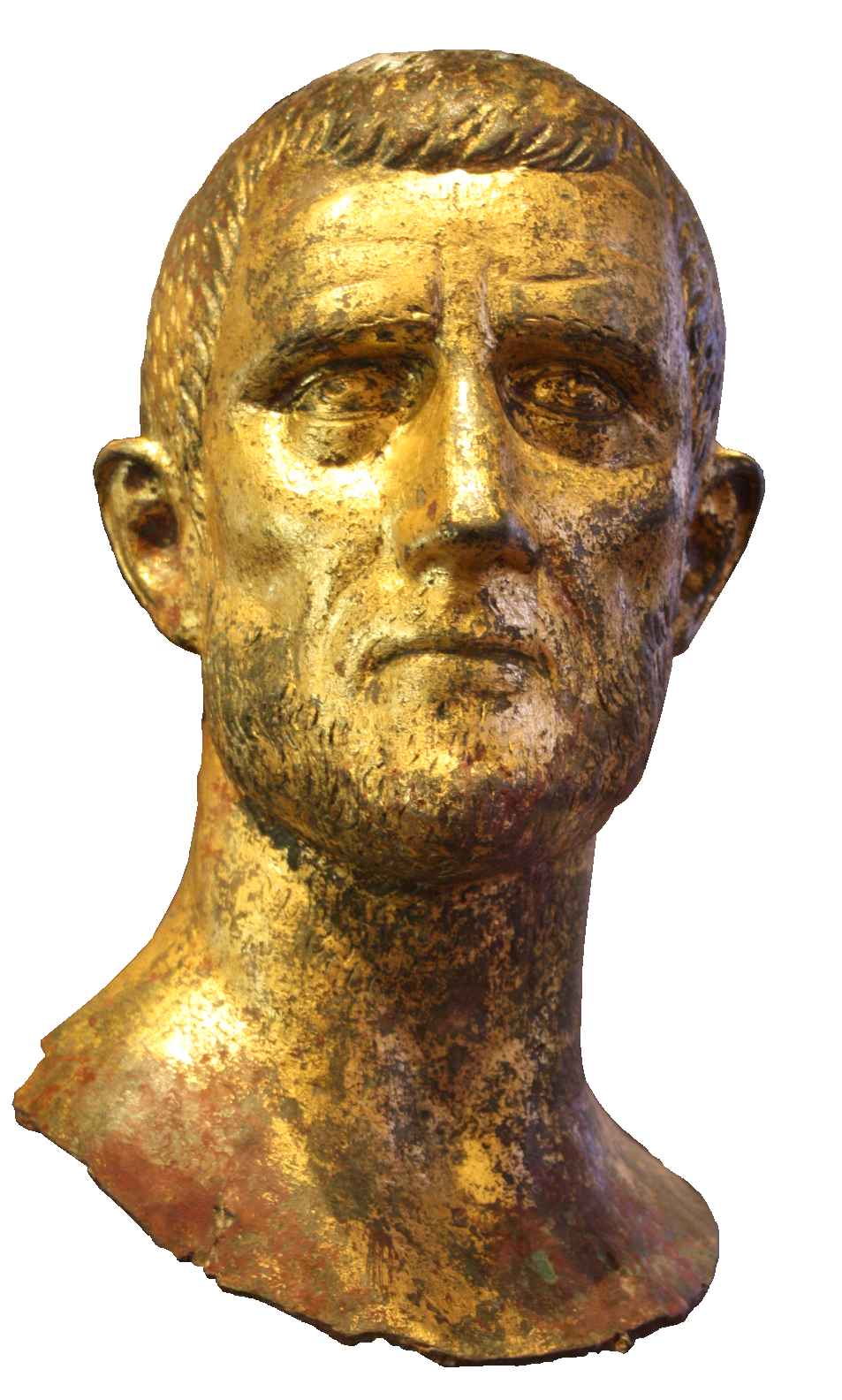
Testa in bronzo dorato di Aureliano (o di Claudio il Gotico?), Museo di Santa Giulia, Brescia.

Aureliano cercò di frenare la svalutazione della moneta agendo principalmente su due leve: sul valore dei nominali e sull'organizzazione delle zecche, che si erano affiancate a quella principale di Roma. Si trattava di una serie ridotta di zecche imperiali, create durante il periodo della crisi del III secolo e collocate soprattutto in posizioni strategiche: da quella di Antiochia (dal 240?), a quella di Colonia Agrippinensium (dal 257), Cizico (da Valeriano-Gallieno), Lugdunum (dal 257), Siscia (dal 260), Serdica, Tripolis, Ticinum (mentre la vicina zecca di Mediolanum, aperta dal 257 venne chiusa) e Viminacium (dal 239).
Se da una parte favorì il potenziamento di zecche provinciali imperiali, in modo che potessero operare in modo continuativo, non saltuario come accadeva prima, dall'altra parte ridusse i volumi della zecca di Roma, che impiegava un numero di addetti ormai imponente e difficile da gestire sul piano sociale, chiudendone ben 7 officine su 12, tra quelle preposte alla coniazione di moneta di mistura. Le zecche imperiali non vanno, però, confuse con quelle provinciali e/o coloniali (= prodotte dalle antiche colonie romane), che battevano moneta circolante solo su piccole frazioni dei territori imperiali e che, con la riforma, furono abolite (ad eccezione della zecca d'Alessandria d'Egitto). Si trattava di centinaia di piccole zecche locali, presenti soprattutto nelle province orientali, che emettevano monete di bronzo.
Ciò portò inevitabilmente ad un aumento considerevole della massa monetaria messa in circolazione, ma anche ad un miglior controllo sulle emissioni, marcando le stesse con le iniziali della zecca ed, in alcuni casi, anche di quelle dell'officina. Si procedette, infine, a cancellare dalle nuove monete di bronzo la vecchia scritta "S C", non avendo più ragione di essere.

## Monete e pesi
Per prima cosa Aureliano operò sull'aureo, che era passato nel tempo da un peso teorico di 1/40 di libbra (epoca di Cesare) a 1/45 (sotto Nerone, con una svalutazione dell'11%) per raggiungere sotto Caracalla un peso di 1/50 di libbra (6,54 g). Nel corso poi di tutto il III secolo la svalutazione era continuata fino ad Aureliano. Nel 274, quest'ultimo riportò il peso dell'aureo ad 1/50 di libbra, come si può vedere nella tabella qui sotto e come risulta anche da alcune emissioni monetali che riportano sul retro "IL", tradotta da alcuni numismatici in "(ex) una (libra auri) quinquaginta (aurei)".
| Peso teorico: in libbre (=327,168 grammi) | 1/40    | 1/42    | 1/45    | (1/42.2) | (1/43.3) | (1/44.8) | (1/45.4) | (1/43.9) | 1/50    | 1/60    | 1/50    |
| Peso teorico: in grammi                   | 8,179 g | 7,790 g | 7,270 g | 7,750 g  | 7,550 g  | 7,300 g  | 7,200 g  | 7,450 g  | 6,543 g | 5,453 g | 6,543 g |

| Oro: gli aurei nella riforma di Aureliano (274) | Oro: gli aurei nella riforma di Aureliano (274) | Oro: gli aurei nella riforma di Aureliano (274)                                                                                        | Oro: gli aurei nella riforma di Aureliano (274) | Oro: gli aurei nella riforma di Aureliano (274) | Oro: gli aurei nella riforma di Aureliano (274)                   | Oro: gli aurei nella riforma di Aureliano (274)                                                                        |
| Immagine                                        | Valore                                          | Dritto | Rovescio | Datazione                                       | Peso; diametro                                                    | Catalogazione |
| ----------------------------------------------- | ----------------------------------------------- | --- | --- | ----------------------------------------------- | ----------------------------------------------------------------- | --- |
|                                                 | aureo                                           | IMP C L DOM AVRELIANVS P F AVG, testa laureata e busto con corazza verso destra, indossa un'aegis (armatura di Minerva);               | V-IRTVS AVG, Marte avanza verso destra, tiene una lancia in avanti ed un trofeo sopra la spalla sinistra; ai piedi un prigioniero legato seduto verso destra. | 271/272                                         | 21 mm, 4,70 g, 6h; Zecca di Mediolanum (Milano), terza emissione; | Cfr. RIC V 15 (Roma) e 182 (Siscia); MIR 47, 127p0 (8) = Calicó 4050 (questa moneta); cf. BN 424-435; cf. Cohen 269.   |
|                                                 | aureo                                           | IMP C M CL TACITVS AVG, testa laureata e busto con corazza e drappeggio verso destra di Marco Claudio Tacito, successore di Aureliano; | P M TB P VI COS II P P, Marte avanza verso destra, tiene una lancia in avanti ed un trofeo sopra la spalla sinistra; in esergo un punto.                      | 275-276                                         | 6,56 g; Zecca di Tripolis-Tripoli (Libano);                       | Cfr. Estiot, "Aurélian et Tacite: Monnaies d'or et faux modernes," BSFN 9 (1990), fig. 4 (stesso stampo sul rovescio). |
| N.B.: Qui sopra alcuni esempi.                  |                                                 | | |                                                 |                                                                   | |

Aureliano, una volta risolto il problema della moneta in oro, affrontò il grave problema del costante svilimento dell'antoniniano, e quindi dell'argento, introducendo una nuova moneta, chiamato Aurelianus secondo quanto ci racconta la Historia Augusta, che aveva un peso medio attorno a 1/84 di libbra (= 3,89 grammi, inizialmente portato a 4,21 grammi) ed un titolo del 4-5% di argento, oggi comunemente chiamato aurelianiano o radiato grande. Questa nuova moneta riportava sul dritto il busto dell'Imperatore con la testa radiata o quello dell'augusta con il crescente lunare, in esergo la sigla "XXI", che alcuni studiosi moderni hanno interpretato come "vigesima (pars) unius (nummi)", vale a dire la percentuale di argento contenuta nella moneta (1:20 pari al 5%). La funzione di questa moneta secondo Zosimo sarebbe quella di sostituire le monete false per tranquillizzare e difendere il pubblico che la utilizzava per i pagamenti.
Introdusse, poi, una seconda moneta, che aveva un peso medio attorno a 1/126 di libbra (= 2,60 grammi) ed un titolo del 2,5% di argento. Questa seconda moneta riportava sul dritto il busto dell'Imperatore con la corona d'alloro, sul rovescio la sigla "VSV", che alcuni studiosi moderni hanno interpretato come "usu(alis)", vale a dire usus publicus, ovvero il denarius communis, rappresentando probabilmente sia una riesumazione del denario, sia il modo per sostituire l'antoniniano, completamente cancellato dalla riforma. Altri studiosi interpretano la scritta, più semplicemente, come "Vota soluta quinquennalia".
| Argento: antoniniani e denarii nella riforma di Aureliano (274) | Argento: antoniniani e denarii nella riforma di Aureliano (274) | Argento: antoniniani e denarii nella riforma di Aureliano (274)                                                       | Argento: antoniniani e denarii nella riforma di Aureliano (274) | Argento: antoniniani e denarii nella riforma di Aureliano (274) | Argento: antoniniani e denarii nella riforma di Aureliano (274)                 | Argento: antoniniani e denarii nella riforma di Aureliano (274) |
| Immagine                                                        | Valore                                                          | Dritto | Rovescio | Datazione                                                       | Peso; diametro                                                                  | Catalogazione                                                   |
| --------------------------------------------------------------- | --------------------------------------------------------------- | --- | --- | --------------------------------------------------------------- | ------------------------------------------------------------------------------- | --------------------------------------------------------------- |
|                                                                 | antoniniano                                                     | IMP AVRELIANVS AVG, testa con corona radiata e busto con corazza e drappeggio verso destra di Aureliano; in esergo Δ; | VABALATHVS VCRIMDR (forse il significato è: Valabathvs V[ice]C[aesar]R[omani]IM[peri]D[estinatvs]R[ector]), testa laureata con drappeggio e corazza verso destra di Vaballato. | Novembre 270/Marzo 272                                          | 19 mm, 3,68 g, 11 h; Zecca di Antiochia, quarta officina, prima emissione;      | RIC V 381 corr.; BN 1246.                                       |
|                                                                 | denario                                                         | IMP AVRELIANVS AVG, testa laureata e busto con corazza e drappeggio verso destra di Aureliano;                        | VICT-O-RI-A AVG, la Vittoria che avanza verso sinistra, tiene una corona ed una palma; a sinistra sotto un prigioniero seduto verso sinistra, Є in esergo.                     | 275                                                             | 19 mm, 2,52 g, 12 h; Zecca di Roma antica, quinta officina, 11-esima emissione; | RIC V 73; MIR 47, 139f5; BN 283.                                |
| N.B.: Qui sopra alcuni esempi.                                  |                                                                 | | |                                                                 |                                                                                 |                                                                 |

Si aggiunga che il mondo romano non aveva più riserve e produzioni sufficienti di argento per far fronte alla richiesta crescente di emissioni monetali, causando così una costante riduzione del titolo delle monete stesse. Le cause furono molteplici: dalla diminuita disponibilità poiché le miniere della Dacia non erano più raggiungibili a causa delle invasioni barbariche; minore rendimento delle altre miniere provinciali per la difficoltà nel reperire la mano d'opera; crescente aumento del costo per il mantenimento degli eserciti; aumento dei tributi pagati ai barbari per comprare la pace lungo le frontiere imperiali romane.
| Peso teorico dei Denari: da Cesare alla riforma di Aureliano (274) | Peso teorico dei Denari: da Cesare alla riforma di Aureliano (274) | Peso teorico dei Denari: da Cesare alla riforma di Aureliano (274) | Peso teorico dei Denari: da Cesare alla riforma di Aureliano (274) | Peso teorico dei Denari: da Cesare alla riforma di Aureliano (274) | Peso teorico dei Denari: da Cesare alla riforma di Aureliano (274) | Peso teorico dei Denari: da Cesare alla riforma di Aureliano (274) | Peso teorico dei Denari: da Cesare alla riforma di Aureliano (274) | Peso teorico dei Denari: da Cesare alla riforma di Aureliano (274) | Peso teorico dei Denari: da Cesare alla riforma di Aureliano (274) |
| Denario                                                            | Cesare                                                             | Augusto (post 2 a.C.)                                              | Nerone (post 64)                                                   | Traiano                                                            | Marco Aurelio (post 170)                                           | Commodo                                                            | Settimio Severo (post 197)                                         | Caracalla (post 215)                                               | Aureliano (post 274)                                               |
| ------------------------------------------------------------------ | ------------------------------------------------------------------ | ------------------------------------------------------------------ | ------------------------------------------------------------------ | ------------------------------------------------------------------ | ------------------------------------------------------------------ | ------------------------------------------------------------------ | ------------------------------------------------------------------ | ------------------------------------------------------------------ | ------------------------------------------------------------------ |
| Peso teorico (della lega): in libbre (=327,168 grammi)             | 1/84                                                               | 1/84                                                               | 1/96                                                               | 1/99                                                               | 1/100                                                              | 1/111                                                              | 1/111                                                              | 1/105                                                              | 1/126                                                              |
| Peso teorico (della lega): in grammi                               | 3,895 grammi                                                       | 3,895 grammi                                                       | 3,408 grammi                                                       | 3,305 grammi                                                       | 3,253 grammi                                                       | 2,947 grammi                                                       | 2,947 grammi                                                       | 3,116 grammi                                                       | 2,600 grammi                                                       |
| % del titolo di solo argento:                                      | 98%                                                                | 97%                                                                | 93,5%                                                              | 89,0%                                                              | 79,0%                                                              | 73,5%                                                              | 58%                                                                | 46%                                                                | 2,5%                                                               |
| Peso teorico (argento): in grammi                                  | 3,817 grammi                                                       | 3,778 grammi                                                       | 3,186 grammi                                                       | 2,941 grammi                                                       | 2,570 grammi                                                       | 2,166 grammi                                                       | 1,710 grammi                                                       | 1,433 grammi                                                       | 0,080/0,019 grammi                                                 |
|                                                                    |                                                                    |                                                                    |                                                                    |                                                                    |                                                                    |                                                                    |                                                                    |                                                                    |                                                                    |

Venne, infine, riordinato il sistema delle monete di bronzo, rimettendo in circolazione dei nominali, sulla base di tre differenti pezzature, che ricordavano il sesterzio (con un peso di circa 18,75 g), il dupondio (12,60 g) e l'asse (7,93 g, anche di solo rame). Al bronzo venne sostituita una lega di piombo, stagno e rame.
| Bronzo/leghe: sesterzi, dupondi e assi nella riforma di Aureliano (274) | Bronzo/leghe: sesterzi, dupondi e assi nella riforma di Aureliano (274) | Bronzo/leghe: sesterzi, dupondi e assi nella riforma di Aureliano (274)                                  | Bronzo/leghe: sesterzi, dupondi e assi nella riforma di Aureliano (274) | Bronzo/leghe: sesterzi, dupondi e assi nella riforma di Aureliano (274) | Bronzo/leghe: sesterzi, dupondi e assi nella riforma di Aureliano (274)        | Bronzo/leghe: sesterzi, dupondi e assi nella riforma di Aureliano (274) |
| Immagine                                                                | Valore                                                                  | Dritto                                                                                                   | Rovescio | Datazione                                                               | Peso; diametro                                                                 | Catalogazione                                                           |
| ----------------------------------------------------------------------- | ----------------------------------------------------------------------- | --- | --- | ----------------------------------------------------------------------- | ------------------------------------------------------------------------------ | ----------------------------------------------------------------------- |
|                                                                         | sesterzio                                                               | IMP AVRELIANVS AVG, testa con corona radiata e busto con corazza e drappeggio verso destra di Aureliano; | SEVERINA AVG, Ulpia Severina con diadema e busto con drappeggio verso destra. | 274                                                                     | 28 mm, 17,05 g; Zecca di Roma antica;                                          | RIC V 1; MIR 47, 143; Cohen 1.                                          |
|                                                                         | dupondio                                                                | IMP AVRELIANVS AVG, testa con corona radiata e busto con corazza e drappeggio verso destra di Aureliano; | SEVERINA AVG, Ulpia Severina con diadema e busto con drappeggio verso destra. | 275                                                                     | 30 mm, 12,92 g, 6 h; Zecca di Roma antica. 11-esima emissione;                 | RIC V 2; BN 323-6.                                                      |
|                                                                         | asse                                                                    | IMP AVRELIANVS AVG, testa laureata e busto con corazza e drappeggio verso destra di Aureliano;           | CONCORDIA AVG(ustorum), Ulpia Severina e Aureliano, tengono uno scettro, uno di fronte all'altro e si stringono la mano destra; tra di loro in alto una testa radiata del Sol Invictus verso destra; in esergo una Γ. | 275                                                                     | 26 mm, 9,02 g, 12 h; Zecca di Roma antica, terza officina, 11-esima emissione; | RIC V 80; BN 303.                                                       |
| N.B.: Qui sopra alcuni esempi.                                          |                                                                         | | |                                                                         |                                                                                |                                                                         |